# Блекаут
Блекаут или црнило је појам за губитак свести или меморије о искуствима, мислима или перцепцијама која су се десила у стању алкохолне интоксикације или интоксикације другим дрогама.